# حسام كاظم
حسام كاظم جبور الشعيلي وهو لاعب كرة قدم عراقي لعب للمنتخب العراق لكرة القدم كظهير أيسر في 13 مباراة، ولد في 17 أكتوبر 1987 في بغداد في العراق، حاليا يلعب مع نادي الشرطة العراقي. 

## روابط خارجية
- حسام كاظم على موقع قاعدة بيانات كرة القدم.إي يو (الإنجليزية)
- حسام كاظم على موقع ناشيونال فوتبول تيمز (الإنجليزية)
- حسام كاظم على موقع عالم كرة القدم.نت (الإنجليزية)